# Keila-Joa
Keila-Joa este o așezare de tip rural⁠(d) (în estonă alevik) situată în parohia Lääne-Harju⁠(d), comitatul Harju, nordul Estoniei. Are o populație de 373 de locuitori (la 1 ianuarie 2019). Numele estonian Keila-Joa înseamnă literalmente „Cascada Keila⁠(d)” și provine de la râul Keila⁠(d) care străbate localitatea, distingându-se astfel de orașul apropiat Keila.
Această localitate este renumită prin prezența cascadei Keila⁠(d), a treia cea mai puternică cascadă din Estonia. Aici se află, de asemenea, o mică hidrocentrală cu o capacitate de 365 kW.

## Conacul Keila-Joa
Un conac mai vechi a existat încă din secolul al XVII-lea pe locul actualului conac Keila-Joa (în germană Schloss Fall). Actualul conac a fost construit în perioada 1831–1833 după proiectul arhitectului Andrei Stackenschneider⁠(d), originar din Sankt Petersburg, și reprezintă unul dintre cele mai vechi exemple de arhitectură neogotică din Estonia. El a fost construit pentru familia contelui Alexander von Benckendorff⁠(d) (ale cărei morminte se găsesc în parcul satului Meremõisa⁠(d) de pe malul opus al râului Keila⁠(d)) și a găzduit mulți oaspeți de seamă în epoca Imperiului Rus, printre care familia imperială rusă, celebra soprană Henriette Sontag⁠(d) și compozitorul Aleksei Lvov⁠(d).
Conacul a fost folosit din 1927 până în 1940 de Ministerul Afacerilor Externe al Estoniei și apoi, în timpul ocupației sovietice, de Armata Roșie.